# Epeolus asperrima
Epeolus asperrima är en biart som först beskrevs av Jesus Santiago Moure 1954.  Epeolus asperrima ingår i släktet filtbin, och familjen långtungebin. Inga underarter finns listade i Catalogue of Life.